# St. Michael (Luizhausen)

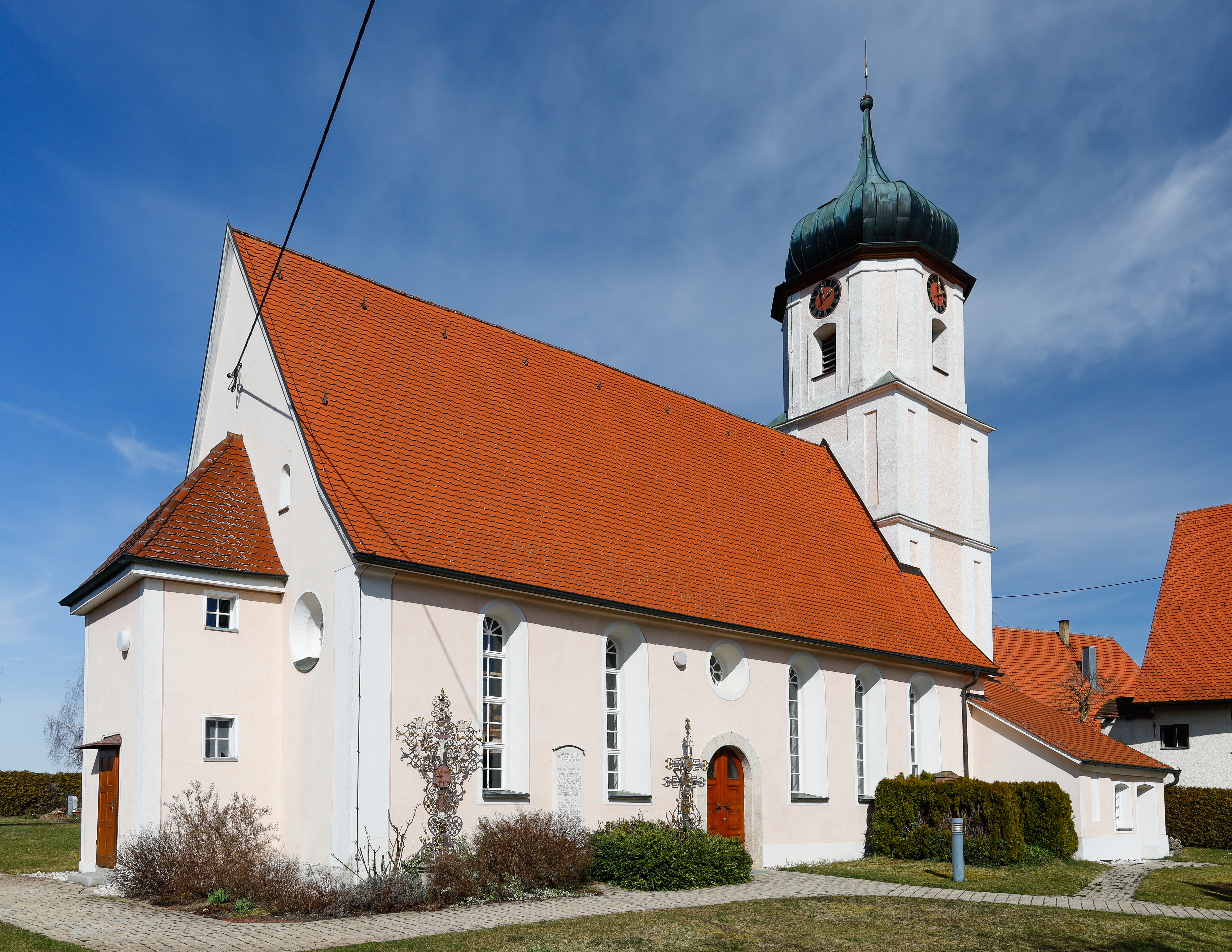
St. Michael in Luizhausen

Die evangelische Pfarrkirche St. Michael steht in Luizhausen, einem Ortsteil der Gemeinde Lonsee im Alb-Donau-Kreis in Baden-Württemberg. Die Kirchengemeinde gehört zum Kirchenbezirk Ulm der Evangelischen Landeskirche in Württemberg.  Das Bauwerk ist beim Landesamt für Denkmalpflege Baden-Württemberg als Baudenkmal eingetragen.

## Beschreibung

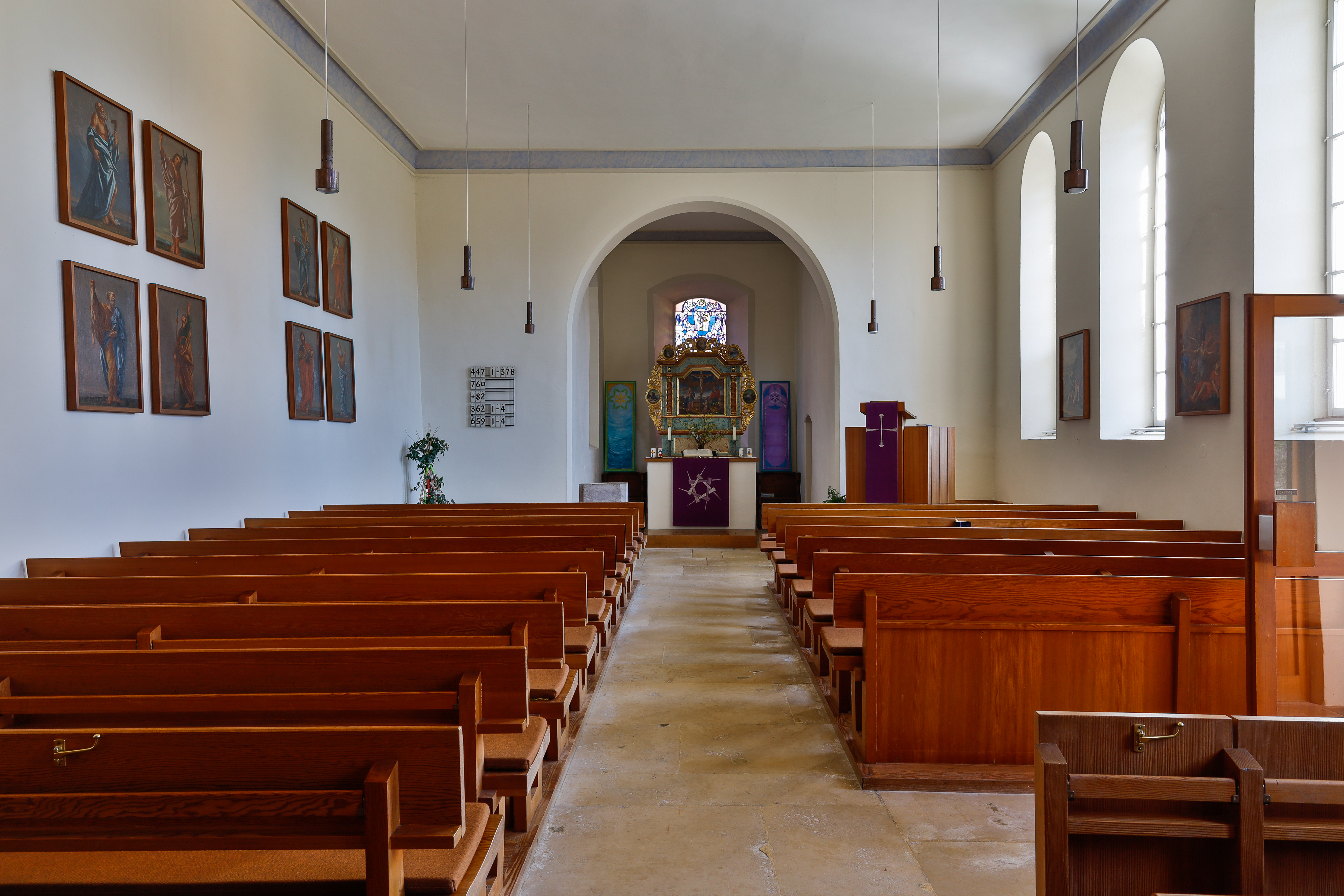
Innenraum

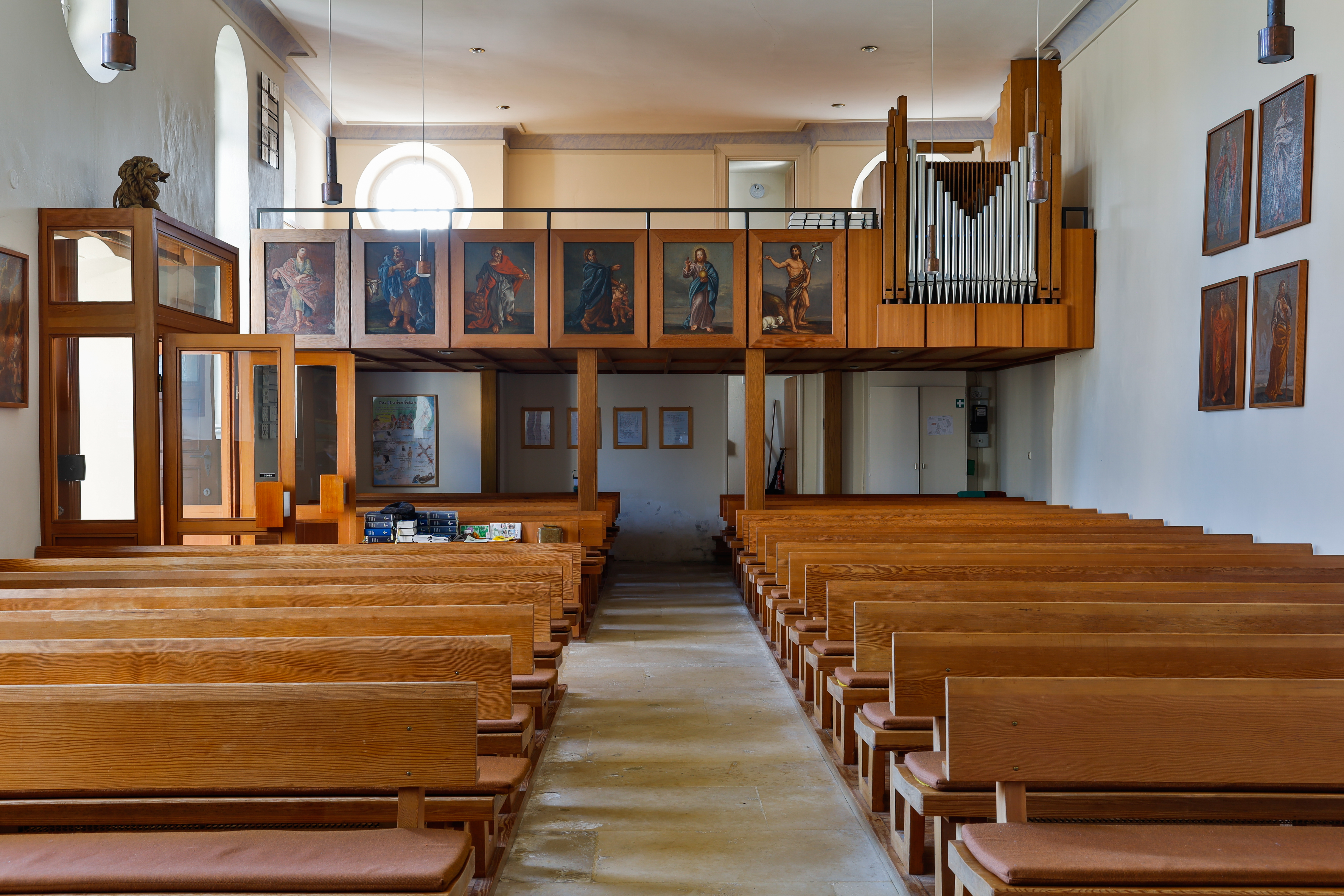
Blick zur Orgel

Die im Kern mittelalterliche Saalkirche wurde 1787 neu gebaut. Sie besteht aus einem Langhaus, das 1862/63 nach Westen verlängert wurde, und einem Chorturm im Osten, an dessen Südwand die Sakristei angebaut ist. Der mittelalterliche Chorturm wurde mit einem Geschoss mit abgeschrägten Ecken aufgestockt, das die Turmuhr und den Glockenstuhl mit einer um 1300 gegossenen Kirchenglocke beherbergt. Die Orgel mit sieben Registern auf einem Manual und Pedal wurde 1965 als Opus 4888 von E. F. Walcker & Cie. gebaut.